# Labdia
Labdia är ett släkte av fjärilar. Labdia ingår i familjen fransmalar.

## Dottertaxa tillLabdia, i alfabetisk ordning[1]
- Labdia acmostacta
- Labdia acroplecta
- Labdia aeolochorda
- Labdia albilineella
- Labdia albimaculella
- Labdia allotriopa
- Labdia amphipterna
- Labdia ancylosema
- Labdia apenthes
- Labdia aphanogramma
- Labdia aprepes
- Labdia arachnitis
- Labdia aresta
- Labdia argyrophracta
- Labdia arimaspia
- Labdia auchmerodes
- Labdia bathrosema
- Labdia bicolorella
- Labdia bitabulata
- Labdia bryomima
- Labdia calida
- Labdia callibrocha
- Labdia calthula
- Labdia calypta
- Labdia capnobaphes
- Labdia caraunia
- Labdia catapneusta
- Labdia caudata
- Labdia caulota
- Labdia cedrinopa
- Labdia ceriocosma
- Labdia chalcoplecta
- Labdia chryselectra
- Labdia chrysosoma
- Labdia citracma
- Labdia citroglypta
- Labdia clodiana
- Labdia clopaea
- Labdia clytemnestra
- Labdia compar
- Labdia cosmangela
- Labdia cremasta
- Labdia crococarpa
- Labdia crocotypa
- Labdia cyanocoma
- Labdia cyanodora
- Labdia cyanogramma
- Labdia deianira
- Labdia deliciosella
- Labdia dicarpa
- Labdia dicyanitis
- Labdia dimidiella
- Labdia diophanes
- Labdia dolomella
- Labdia echioglossa
- Labdia ejaculata
- Labdia emphanopa
- Labdia erebopleura
- Labdia eugrapta
- Labdia euphrantica
- Labdia fletcherella
- Labdia gastroptila
- Labdia glaucoxantha
- Labdia gypsodelta
- Labdia halticopa
- Labdia hastifera
- Labdia helena
- Labdia hexaspila
- Labdia hierarcha
- Labdia holopetra
- Labdia incompta
- Labdia inodes
- Labdia internexa
- Labdia intuens
- Labdia iolampra
- Labdia ioxantha
- Labdia irigramma
- Labdia irimetalla
- Labdia iriphaea
- Labdia ischnotypa
- Labdia isomerista
- Labdia issikii
- Labdia lampropeda
- Labdia leptonoma
- Labdia leucatella
- Labdia leucombra
- Labdia leuconota
- Labdia leucoxantha
- Labdia liolitha
- Labdia macrobela
- Labdia microchalca
- Labdia microdictyas
- Labdia microglena
- Labdia mitrophora
- Labdia molybdaula
- Labdia niphocera
- Labdia niphostephes
- Labdia niphoxantha
- Labdia notochorda
- Labdia nutrix
- Labdia ochrostephana
- Labdia ochrotypa
- Labdia orthoschema
- Labdia orthritis
- Labdia oxycharis
- Labdia oxychlora
- Labdia oxyleuca
- Labdia pammeces
- Labdia pantophyrta
- Labdia paropis
- Labdia pentachrysis
- Labdia petroxesta
- Labdia phaeocala
- Labdia philocarpa
- Labdia picrochalca
- Labdia pileata
- Labdia planetopa
- Labdia promacha
- Labdia properans
- Labdia psarodes
- Labdia ptilodelta
- Labdia pyrrhota
- Labdia rationalis
- Labdia receptella
- Labdia redimita
- Labdia rhadinopis
- Labdia rhectaula
- Labdia rhoecosticha
- Labdia rotalis
- Labdia saliens
- Labdia saponacea
- Labdia sarcodryas
- Labdia sarcogypsa
- Labdia scenodoxa
- Labdia schismatias
- Labdia selenopsis
- Labdia semicoccinea
- Labdia semiramis
- Labdia semnolitha
- Labdia sirenia
- Labdia solomonensis
- Labdia sophista
- Labdia sphenoclina
- Labdia spirocosma
- Labdia stagmatophorella
- Labdia stibogramma
- Labdia symbolias
- Labdia tentoria
- Labdia terenopa
- Labdia torodoxa
- Labdia tribrachynta
- Labdia trichaeola
- Labdia triploa
- Labdia tripola
- Labdia tristoecha
- Labdia trivincta
- Labdia xylinaula
- Labdia zonobela